# Blåtjärnen (Degerfors socken, Västerbotten, 715821-167320)
Blåtjärnen är en sjö i Vindelns kommun i Västerbotten och ingår i Umeälvens huvudavrinningsområde.